# La vendimia
La vendimia ou O outono é um quadro de Francisco de Goya conservado no  Museu do Prado. Faz parte da série de imagens para tapeçaria que representavam as quatro estações do ano.

## Análise do quadro
Pertence a uma série de imagens que Goya pintou para os tapetes que iriam ser destinados a decorar as paredes do comedor do Príncipe do Palácio Real d'O Pardo, em Madri. Fez parte de um conjunto sobre as quatro estações, tema típico do período rococó da pintura, composto pelas floreras (primavera), Era-a (verão), A nevada (inverno), e este da vendimia (outono), em que se serve das uvas como símbolo desta estação.
As quatro imagens encontram-se no Museu do Prado. Deles existem uns pequenos esquemas ou modelos prévios, igualmente óleos sobre tela, que seguramente Goya apresentou para sua aprovação antes de pintar as versões grandes, Atualmente, estes esquemas acham-se dispersos em vários lugares e o da vendimia está no Instituto de Arte Clark, em Williamstown, Massachusetts, Estados Unidos.
O tapete desta cena foi colocado no centro da parede e a seus lados penduraram-se o Pastor tocando a dulzaina e o Caçador junto a uma fonte.
Goya trabalhou para a Real Fábrica de Tapetes de Santa Bárbara de 1775 até 1792. Os tapetes era produzidos com seda, e fios de prata e ouro, o que fazia deles um objeto caro, acessível apenas para a nobreza.

## Descrição do quadro
O quadro La vendimia, de Goya, utiliza o recurso do esquema piramidal, muito comum e apreciado no Neoclasicismo. A paisagem parece uma sacada dos campos de La Rioja, na Espanha, onde acontecem cenas de coleta como esta, ainda que provavelmente o lugar onde o pintou e do que se inspirou realmente foi da localidade de Piedrahíta, em Ávila.
O acontecimento principal da composição detém-se nas personagens que estão em primeiro plano, que não são gente do povo (algo incomum na onra de Goya). Em primeiro plano, há um parapeito em forma de cercado e, sobre ele, estão sentados um cavalheiro e uma dama. O cavalheiro oferece à mulher um cacho de uvas, que ela aceita. O menino que está de costas e de pé alça seus braços como se também quisesse apanhá-las.
No vértice do triângulo, há uma vindimiadora (mulher que trabalha na colheira da uva) com um cesto cheio de cachos de uvas à cabeça. Ela está em atitude de espera, porque se querem apanhar mais uvas. A cesta que leva está pintada como uma autêntica natureza-morta, gênero tradicional da pintura espanhola.
Para além do peitorill e na paisagem de vinha, podem se ver duas mulheres colheindo uvas em pleno trabalho e, ao longe, levanta-se uma abrupta montanha e um céu com nuvens. O colorido desta pintura é luminoso e há um predominio de tons delicados. Apesar da pincelada rápida de Goya, apreciam-se estupendamente os pescoços e punhos dos trajes, as fivelas, as meias, as faixas, e todo tipo de detalhes.
Como é próprio das imagens para tapeçaria, se usam cores planas e vivas, dentro de campos bem delimitados.
Em contraste com o quadro La nevada, esta tela oferece calma e sossego ao espectador. Aqui tudo é belo e agradável e os personagens não estão passando por calamidades.